# 旧澤原家住宅

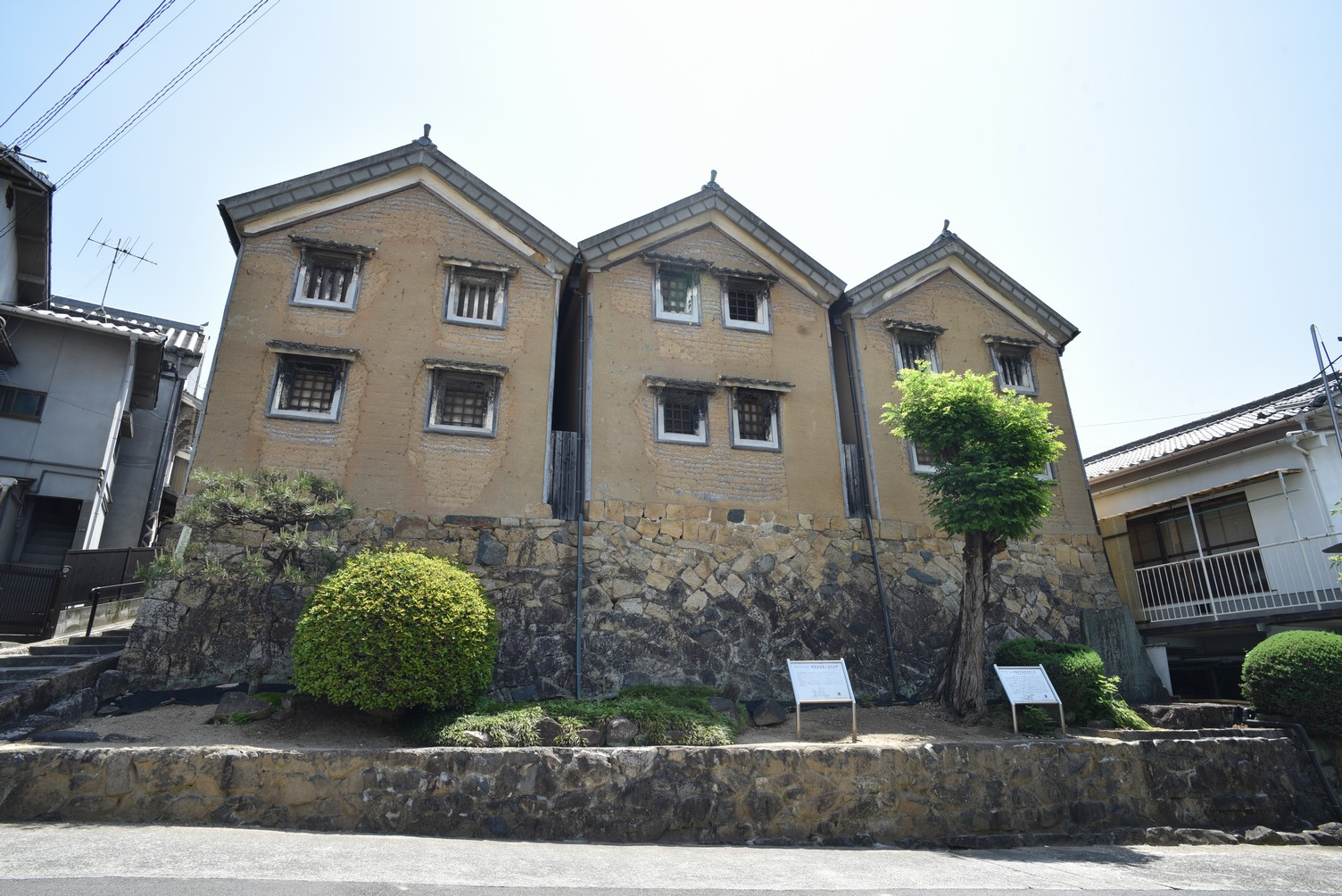
前蔵（三ツ蔵）

旧澤原家住宅（きゅうさわはらけじゅうたく）は、広島県呉市にある歴史的建造物（民家）。同家は、屋号を澤田屋と称し、代々庄屋などの要職を務めた。国の重要文化財。外観のみ見学可能で、基本的に内部は一般公開されていない。

## 概要
澤原（沢原）家は屋号「澤田屋」で酒造業を営み、江戸時代後期19世紀初頭に庄山田村（現在の呉市市街地）にて庄屋や安芸郡浦組9ヶ村の割庄屋（広島藩における大庄屋・大名主に相当する）を歴任した。
澤原家がこの地に住みだしたのは1729年（享保14年）からで、現在の主屋は1756年（宝暦6年）に再建されたものである。広島藩主浅野斉賢、尊王論の僧侶宇都宮黙霖が逗留した記録が残る。特に「三ツ蔵」とよばれる土蔵が有名。呉中心部から若干離れた位置であったため1945年（昭和20年）呉軍港空襲で奇跡的に損壊を免れた建物であり、歴代当主が最小限の改築のまま今日まで活用してきたという点でも貴重な建物である。2005年（平成17年）国の重要文化財に指定。近年ではこうの史代『この世界の片隅に』での一場面に登場し、いわゆる聖地巡礼として観光客が訪れている。
当住宅の敷地は道を挟んで東西に分かれるが、この道は長ノ木街道と呼ばれ、明治時代初期まで呉から広島を結ぶ唯一の道であった。澤原家が保存していた古文書群は呉市に寄託されている。

## 澤原家
家系
先祖は伊予国宇和島の武士で、武士をやめ、慶長年間に安芸国安南郡和庄村宮原谷に来住し、農民となった。宮原谷から山田村に転住して、ここで世代を重ねた。初代新左衛門から8代までは新左衛門の名を襲名し、その第3代新左衛門の六男に八左衛門という人が分家して澤原家の始祖となる。
歴代当主
第1代八左衛門巨清（なおきよ）は26歳で分家して、澤田屋を屋号とする。安永2年に70歳で亡くなる。
第2代八左衛門義堯（よしたか）は庄山田村組頭、吉浦庄屋、割庄屋格となる。天明の大飢饉の時に難民を救う。
第3代八左衛門為堯（ためたか）は庄山田村庄屋、社倉十人組頭取となる。庄山田村岩方新開及び大新開、吉浦西新開、仁方村小仁方塩浜を築調する。
第4代八左衛門為清（ためきよ）は天保12年12月3日に苗字御免で澤原姓を初めて名乗る。庄山田村、和庄村、宮原村、呉町、府中村、栃原村の各庄屋、安芸郡浦組割庄屋を歴任する。69歳で亡くなる。
第5代為綱は広島県多額納税者であり、貴族院議員を務めた。また篤い安芸門徒として進徳教校設立のための支援を行うなど数々の社会事業に尽力している。
第6代俊雄も広島県多額納税者であり、貴族院議員を務め、1911年（明治44年）から1917年（大正6年）まで呉市長を2期務めている。俊雄も西教寺門徒総代や崇徳教社理事を務めるなど安芸門徒として知られている。

## 文化財指定

### 重要文化財（国指定）
2005年7月22日付けで主屋などの建造物9棟と土地が国の重要文化財に指定され、ほかに塀など4棟が附（つけたり）指定とされている。指定物件は以下のとおり。
- 旧澤原家住宅（広島県呉市長ノ木町）9棟:
  - 主屋
  - 前座敷
  - 表門
  - 元蔵
  - 三角蔵
  - 三ツ蔵（上蔵、中蔵、下蔵からなる）
  - 新蔵
  - 附：中門、社、土塀（三角蔵東方）、塀（主屋北方）
  - 宅地 2,222．89平方メートル（215番、217番1、217番2）地域内の石段、石垣を含む

### その他
宇都宮黙霖翁終焉の地碑
- 市史跡[9]。

## 建物
宅地面積2222.89m2 。設計は不明。
澤原家の宅地は長ノ木街道を挟んで東と西に分かれており、主屋などの主建物は東側、前蔵（重要文化財指定名称は「三ツ蔵」）と新蔵は西側の宅地に建つ。東側の宅地は、北西寄りに主屋、その南に前座敷が建ち、宅地南西端に表門が建つ。このほか主屋の北東に接して元蔵、南東に接して三角蔵が建つ。宅地の東半部にはもとは酒造関連施設があったが、1949年に撤去された。宅地の南辺には石垣を築き、その上に土塀をめぐらせる。表門・前座敷間の通路には石段と中門があり、前座敷前の庭には社（やしろ）が建つ。西側の宅地は、長ノ木街道を挟んで主屋と向かい合う位置に前蔵または三ツ蔵と称される3棟の蔵が並列して建ち、その北に新蔵が建つ。前蔵・新蔵間には石段がある。以上の宅地の形状は江戸時代末期から変わっておらず、当時の屋敷構えが保存されている点で貴重である。
現存する建物群は元文5年（1740年）の火災後の再建である。各建物の建立年次は、澤原家伝来の史料『澤原家三代略記』（呉市入船山記念館に寄託）によれば、主屋が宝暦6年（1756年）、前座敷と表門が文化2年（1805年）、前蔵（三ツ蔵）が文化6年（1809年）である。元蔵は棟束（むなづか）に打ち付けられていた板絵から天保4年（1833年）建立と判明する。三角蔵は江戸末期の建立と推定され、新蔵は1905年の芸予地震後の再建になる。その他、明治末期に2階部分の増築や洋間への改修など手を加えている。
主屋
宝暦6年（1756年）建立。桁行17.8メートル、梁間15.4メートルの主体部と、桁行6.7メートル、梁間4.8メートルの西側突出部からなる。主体部は2階建で、屋根は東面を切妻造落棟、西面を入母屋造とし、本瓦・桟瓦および鉄板葺とする。主体部の東西南北に下屋（げや）をめぐらす。西側突出部は入母屋造、桟瓦葺で、内玄関を設け、便所、門塀が付属する。主体部の1階は八畳間4室を田の字に配し、これらの北側に「店」、東側に「台所」などの室を配す。これら床上部の北から東にかけて土間を設ける。2階は1階と同様に田の字に配された4室と、その東に位置する3室とからなる。
前座敷
文化2年（1805年）、藩主浅野斉賢が呉を視察することになりその本陣として新築したもの。1887年（明治20年）から晩年の宇都宮黙霖が用いておりこの地で亡くなっている。7代当主沢原梧郎は特に本建物を原型のまま保存することに尽力したという。
入母屋造、桟瓦および銅板葺。西端の「御成間」は床（とこ）、付書院を設けた八畳間である。その東に床（とこ）付きの十畳間2室があり、東端に式台玄関を設ける。柱や長押には良質のツガ材を用いる。建物の西面から南面にかけて矩折れに縁と土庇（どびさし）をめぐらす。縁と土庇の上部には深い軒を設け、軒裏は木舞打（こまいうち）の化粧屋根裏（構造材をそのまま見せる）とする。
表門
文化2年（1805年）、藩主斉賢を迎える御成門として前座敷と共に造られた。
一間薬医門、切妻造、桟瓦葺。
前蔵
文化6年（1809年）建築。通称の三ツ蔵として有名で、三棟が並ぶ蔵という形式は比較的珍しい構造である。
土蔵造、2階建、本瓦葺。
元蔵
天保4年（1833年）再建されたもの。
土蔵造、2階建、本瓦葺。
三角蔵
土蔵造、二階建、鉄板葺。「三角蔵」と称されるが、平面は長方形である。
新蔵
1905年の芸予地震後の再建になる。本蔵と呼んでいる。
土蔵造、平屋、本瓦葺。

## 公開情報
- 外観のみ見学可[1]。
- 基本的に内部は一般公開されていない。公開は年6回、春（3月・4月・5月）と秋（9月・10月・11月）に限られている[10]。

## 交通
- 広電バス三条二河宝町線右回りのみ、「東中央2丁目」バス停下車、徒歩約3分
- 広電バス三条二河宝町線、「明神橋」バス停下車、徒歩約5分
- 駐車場はないため注意。